# Montegrosso (Francia)
Montegrosso (in corso Montegrossu) è un comune francese di 448 abitanti situato nel dipartimento dell'Alta Corsica nella regione della Corsica. Esso è un comune sparso, costituito dai villaggi di Montemaggiore (sede comunale), Lunghignano e Cassano. Il toponimo deriva dal vicino Monte Grosso.

## Storia
Il comune di Montegrosso è stato istituito nel 1973 per fusione dei comuni di Cassano e di Saint-Rainier-de-Balagne, a sua volta creato nel 1972 dall'unione di Montemaggiore e Lunghignano.

## Società

### Evoluzione demografica
Abitanti censiti